# Android 16
Android 16は、Google が主導する Open Handset Alliance により、作成されたモバイルオペレーティングシステム。Androidの16番目のメジャーリリースである。2024年11月から、デベロッパープレビューがされていた。2025年6月11日にファイナルリリースされた。コードネームは、「Baklava」。

## 新機能と変更点

### カテゴリ：カメラ
正確な色温度と色合いの調整
プロの動画撮影アプリをより適切にサポートするため、色温度と色合いの微調整をカメラでサポートする機能が追加された。
ハイブリッド自動露出
Camera2 に新しいハイブリッド自動露出モードが追加された。これにより、露出の特定の部分を手動で制御しながら、残りの部分を自動露出（AE）アルゴリズムに処理させることができる。
モーションフォトのキャプチャインテントアクション
カメラアプリにモーションフォトをキャプチャして返すようリクエストする標準インテントアクションが追加された。
カメラの夜景モードのシーン検出
アプリが夜景モードのカメラ セッションとの切り替えを行うタイミングを把握できるようになった。

### カテゴリ：グラフィック
AGSL によるカスタム グラフィック エフェクト
しきい値、セピア、色相飽和度などの複雑なエフェクトを作成して、描画呼び出しに適用できるようになった。

### カテゴリ：セキュリティ
安全なインテント
Android 16以降をターゲットとするアプリの場合、Android のインテント解決メカニズムのセキュリティが強化されている。
検出タイムアウトがコンパニオン アプリに通知されなくなった
デバイスが検出されなかった場合、CDM はアプリに通知しなくなる。
鍵共有 API
Android Keystore キーへのアクセスを他のアプリと共有する API が追加された。
Intent リダイレクト攻撃に対するセキュリティを強化
「Intent」リダイレクト エクスプロイトに対するデフォルトのセキュリティ強化ソリューションが導入された。
MediaStore バージョンのロックダウン
Android 16以降をターゲットとするアプリの場合「MediaStore#getVersion()」はアプリごとに一意になる。

### カテゴリ：パフォーマンスとバッテリー
ApplicationStartInfo の開始コンポーネント
開始をトリガーしたコンポーネントのタイプを区別するために「getStartComponent()」が追加された。アプリの起動フローを最適化する際に役立つ。
自動調節型のリフレッシュ レート
「hasArrSupport()」、「getSuggestedFrameRate(int)」が導入され、「getSupportedRefreshRates()」が復元されるため、アプリで ARR を簡単に利用できるようになった。
システム トリガー プロファイリング
「ProfilingManager」 にシステム トリガー プロファイリングが導入されました。アプリは、コールド スタート「reportFullyDrawn」や ANR などの特定のトリガーのトレースの受信を希望することを登録できる。これにより、システムがアプリに代わってトレースを開始 / 停止。トレース完了後、結果はアプリのデータ ディレクトリに配信される。
ADPF のヘッドルーム API
「SystemHealthManager」に「getCpuHeadroom」 API と「getGpuHeadroom」API が導入されました。これらの API は、ゲームやリソースを大量に消費するアプリに、利用可能な CPU リソースと GPU リソースの推定値を提供するように設計されている。
ほか多数